# Olympische Jugend-Sommerspiele 2018/Teilnehmer (Montenegro)
| Gelbes Symbol für Goldmedaillen mit stilisierten Olympischen Ringen | Graues Symbol für Silbermedaillen mit stilisierten Olympischen Ringen | Braundes Symbol für Bronzemedaillen mit stilisierten Olympischen Ringen |
| ------------------------------------------------------------------- | --------------------------------------------------------------------- | ----------------------------------------------------------------------- |
| —                                                                   | —                                                                     | —                                                                       |

Die Jugend-Olympiamannschaft aus Montenegro für die III. Olympischen Jugend-Sommerspiele vom 6. bis 18. Oktober 2018 in Buenos Aires (Argentinien) bestand aus zwei männlichen Athleten. Sie konnten keine Medaille gewinnen.

## Athleten nach Sportarten

### Karate
Jungen
- Bojan Bošković
Klasse bis 68 kg: Gruppenphase

### Schießen
Jungen
- Miljan Dević
Luftgewehr 10 m Einzel: 11. Platz (Qualifikation)
Luftgewehr 10 m Mixed: Achtelfinale (mit Wiktoria Zuzanna Bober  Polen)